# Менара Телеком
Менара Телеком (малай. Menara Telekom) — хмарочос в Куала-Лумпурі, Малайзія. Висота 55-поверхового будинку становить 310 метрів і він є другим за висотою хмарочосом Малайзії. Будівництво було розпочато в 1998 і завершено в 2001 році.
В будинку розташовані офіси, молитовний зал, спортивний комплекс та театр на 2500 місць.